# 熊本県道339号北外輪山大津線
熊本県道339号北外輪山大津線（くまもとけんどう339ごう きたがいりんざんおおづせん）は、熊本県阿蘇市から菊池郡大津町に至る一般県道である。通称「ミルクロード」。

## 概要
阿蘇市西湯浦から菊池郡大津町大字引水に至る。
阿蘇の北西にある外輪山の尾根を巡る路線。起点は大分県道・熊本県道12号天瀬阿蘇線（阿蘇スカイライン）に接続し、終点は道の駅大津の近くにある「ミルクロード入口交差点」で国道57号に接続する。冬季は積雪および路面凍結が起こりやすく、タイヤチェーンなどの滑り止めが必要となる他、通行止めになる場合がある。道路は小さなアップダウンを繰り返し、緩やかな高速コーナーが連続する。沿線に観光施設は少ないが、緩やかな起伏の牧草地がどこまでも続く日本離れした風景が広がる。

### 路線データ
- 起点：熊本県阿蘇市西湯浦（大分県道・熊本県道12号天瀬阿蘇線交点、阿蘇・南小国両地区農免道路起点）
- 終点：熊本県菊池郡大津町大字引水（ミルクロード入口交差点、国道57号交点、熊本県道225号山西大津線終点）
- 総延長：22.0 km

## 歴史
- 1995年（平成7年） - 路線認定。農林水産省が大規模農道の都道府県道認定を認めたため、従来の阿蘇北部第II広域農道を県道として認定したもの。なお、「ミルクロード」の呼称は農道当時からあった。
- 2016年（平成28年）4月16日 - 未明に熊本地方を震源とするマグニチュード7.3の熊本地震の本震が発生し、ほぼ並行する国道57号が熊本県阿蘇郡南阿蘇村の阿蘇大橋一帯で土砂崩れにより通行止め、県道339号は迂回路となる。

## 路線状況

### 通称
- ミルクロード

阿蘇の西麓に位置する菊池郡大津町から北側の外輪山に登り、稜線上を伝ってやまなみハイウェイ方面に至る全長約45 kmの道路の通称。もともと、沿線に点在する牧場の牛乳搬出用の農道として整備された経緯から名付けられたものである。本県道路線は、国道57号・豊後街道交点から大分県道・熊本県道12号天瀬阿蘇線までの単独区間がミルクロードの西側一部区間を構成する。

## 地理

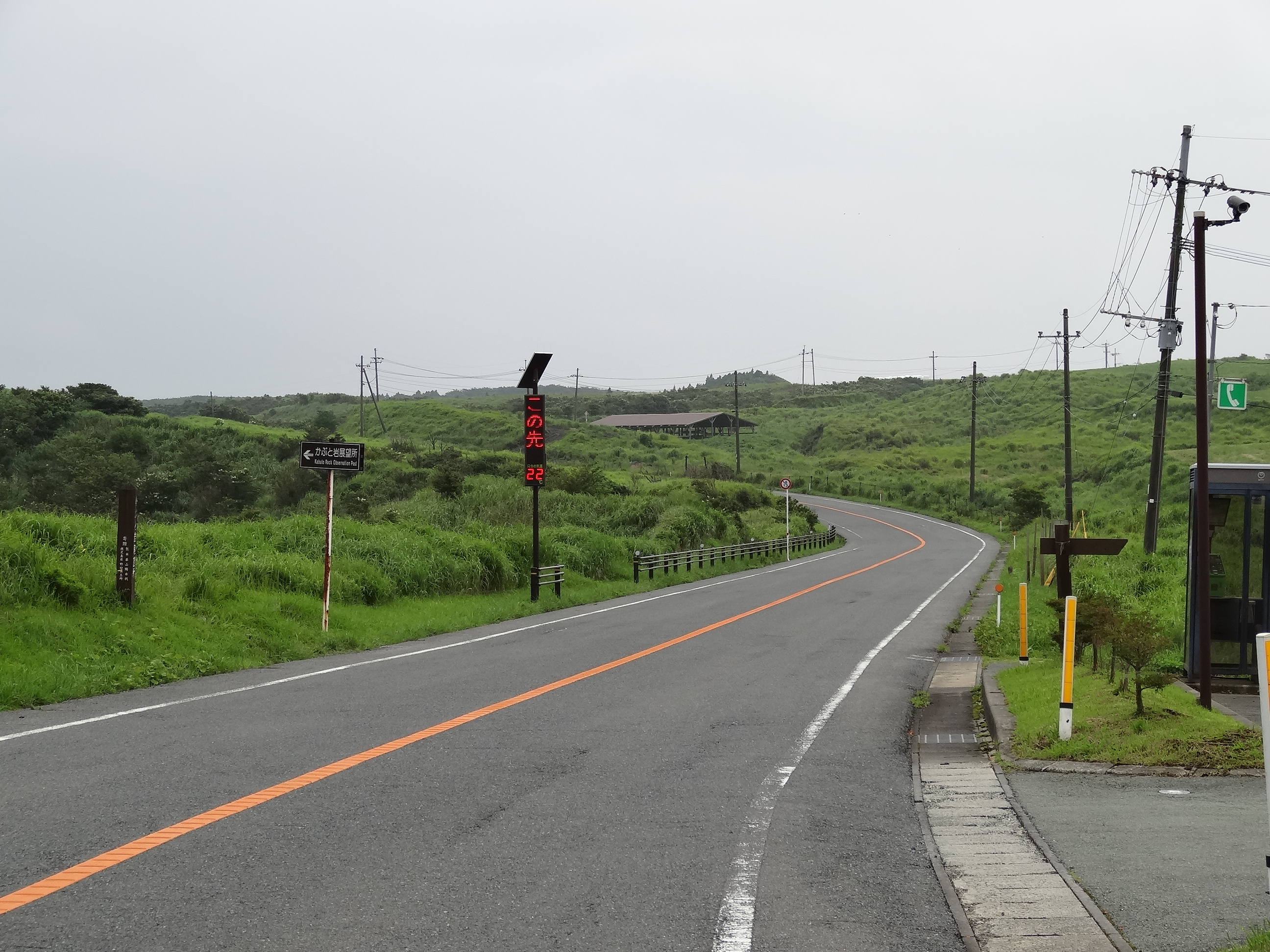
かぶと岩展望所付近（阿蘇市、大津方面）

阿蘇外輪山の稜線上は、さえぎるものが無い見晴らしのよい草原地帯が広がり、ゆったりとしたカーブとアップダウンが繰り返すワインディングである。沿線には、二重峠、兜岩（かぶと岩展望台）、北山展望所（正式名：西湯浦園地展望所）、麓の集落と牧場を結ぶ生活道路である通称「ラピュタの道」といった絶景の人気観光名所も点在する。外輪山の途中にあるかぶと岩展望所から、ふもと阿蘇谷の水田地帯と阿蘇内牧温泉を見下ろし、阿蘇山からくじゅう連山が展望でき、秋にはカルデラの雲海も見ることができる。

### 通過する自治体
- 阿蘇市
- 菊池郡大津町

### 交差する道路
| 交差する道路 | 市町村名 | 市町村名 | 交差する場所 | 交差する場所                  |
| --- | -------- | -------- | ------------ | ----------------------------- |
| 大分県道・熊本県道12号天瀬阿蘇線 熊本県道45号阿蘇公園菊池線 重複 阿蘇・南小国両地区農免道路 / マゼノミステリーロード | 阿蘇市   | 阿蘇市   | 西湯浦       | 起点                          |
| 阿蘇市道狩尾幹線 / 天空の道（ラピュタの道）                                                                          | 阿蘇市   | 阿蘇市   | 狩尾         |                               |
| 熊本県道23号菊池赤水線                                                                                               | 阿蘇市   | 阿蘇市   | 車帰         |                               |
| 国道57号 / 北側復旧ルート                                                                                            | 菊池郡   | 大津町   | 大字古城     | 大津東IC                      |
| 国道57号 / 北側復旧ルート                                                                                            | 菊池郡   | 大津町   | 大字引水     | 大津IC入口交差点 大津IC       |
| 国道57号 熊本県道225号山西大津線                                                                                     | 菊池郡   | 大津町   | 大字引水     | ミルクロード入口交差点 / 終点 |

### 沿線
- かぶと岩展望台（休憩所）
- 阿蘇牧場
- 熊本中核工業団地